# Zekering (klimsport)
Een zekering heeft bij het klimmen een beveiligingsfunctie, het kan de volgende betekenis hebben:
- Het zekeren of beveiligen van de klimmer. Men kan een andere klimmer zekeren met een zekeringsapparaat, of men kan zichzelf zekeren door middel van een zelfzekering.
- Het zekeringspunt of beveiligingspunt op de rots of klimwand. Dit kan een kunstmatig aangebracht verankeringspunt zoals een haak zijn, of men kan gebruikmaken van de natuurlijke aanwezigheid van een uitsteeksel of een opening in de rotsen.
- Het zekeringsmateriaal omvat alle materialen die gebruikt worden om zichzelf of anderen te beveiligen bij het klimmen.